# 1989年の読売ジャイアンツ
1989年の読売ジャイアンツ（1989ねんのよみうりジャイアンツ）では、1989年の読売ジャイアンツの動向をまとめる。
この年の読売ジャイアンツは2回目の藤田元司監督体制の1年目（通算4年目）のシーズンである。

## 概要
辞任した王貞治前監督に代わり、藤田元司がこの年から再び就任。藤田監督は就任早々ディフェンス面の再強化を図るべく、西本聖を交換トレードで中日に放出し、代わって一昨年まで中日の正捕手だった中尾孝義を獲得。また前年まで三塁手を守っていた原辰徳を外野に、一塁の中畑清を三塁、遊撃の岡崎郁を一塁にそれぞれコンバートするなど内野陣を再編。さらに捕手陣では山倉和博に代わってレギュラーになった中尾のほか、村田真一を二番手捕手として起用するなど山倉・中尾と競争させた。投手陣では王監督時代はリリーフでの起用が多かった斎藤雅樹が先発に復帰し、槙原寛己・桑田真澄と新三本柱を形成。打線では中畑が故障して控えに回ったものの、原やこの年首位打者で4割近くを打ったウォーレン・クロマティが活躍し、さらに岡崎とこの年から一塁手となった駒田徳広のコンビは「最強の6・7番」と言われた。チームは5月まで広島と首位を争ったが、6月以降は広島に代わって首位に立つとゲーム差を広げていき、10月6日の大洋戦（横浜スタジアム）に5-0で勝って2年ぶりの優勝を果たした。この年の優勝により、当時「ニュースステーション」でキャスターを務めていた久米宏が同番組での企画で公約した通り丸刈りになったことや「NNNニュースプラス1」に出演し万歳三唱したことが話題となり、日本一は近鉄相手に3連敗4連勝の大逆転劇で話題となった。

## チーム成績

### レギュラーシーズン
|   | 開幕：4/8 | 開幕：4/8  | 5/2 | 5/2        | 6/1 | 6/1        | 7/1 | 7/1        | 8/1 | 8/1        | 9/2 | 9/2        | 優勝：10/6 | 優勝：10/6 |
| - | --------- | ---------- | --- | ---------- | --- | ---------- | --- | ---------- | --- | ---------- | --- | ---------- | ---------- | ---------- |
| 1 | 三        | 中畑清     | 右  | 白幡隆宗   | 三  | 中畑清     | 二  | 緒方耕一   | 左  | 緒方耕一   | 右  | 緒方耕一   | 右         | 緒方耕一   |
| 2 | 遊        | 勝呂博憲   | 遊  | 勝呂博憲   | 遊  | 川相昌弘   | 遊  | 川相昌弘   | 遊  | 川相昌弘   | 遊  | 勝呂博憲   | 遊         | 勝呂博憲   |
| 3 | 二        | 篠塚利夫   | 二  | 篠塚利夫   | 二  | 篠塚利夫   | 中  | クロマティ | 三  | 岡崎郁     | 二  | 篠塚利夫   | 三         | 岡崎郁     |
| 4 | 左        | 原辰徳     | 左  | 原辰徳     | 左  | 原辰徳     | 左  | 原辰徳     | 中  | クロマティ | 中  | クロマティ | 中         | クロマティ |
| 5 | 中        | クロマティ | 中  | クロマティ | 中  | クロマティ | 三  | 岡崎郁     | 一  | 駒田徳広   | 三  | 岡崎郁     | 左         | 原辰徳     |
| 6 | 一        | 岡崎郁     | 三  | 岡崎郁     | 一  | 岡崎郁     | 一  | 駒田徳広   | 二  | 篠塚利夫   | 左  | 原辰徳     | 一         | 駒田徳広   |
| 7 | 右        | 駒田徳広   | 一  | 駒田徳広   | 右  | 駒田徳広   | 右  | 井上真二   | 右  | 井上真二   | 一  | 駒田徳広   | 二         | 篠塚利夫   |
| 8 | 捕        | 中尾孝義   | 捕  | 山倉和博   | 捕  | 中尾孝義   | 捕  | 中尾孝義   | 捕  | 中尾孝義   | 捕  | 中尾孝義   | 捕         | 中尾孝義   |
| 9 | 投        | 桑田真澄   | 投  | 香田勲男   | 投  | 槙原寛己   | 投  | 斎藤雅樹   | 投  | 斎藤雅樹   | 投  | 斎藤雅樹   | 投         | 宮本和知   |

| 順位 | 4月終了時 | 4月終了時 | 5月終了時 | 5月終了時 | 6月終了時 | 6月終了時 | 7月終了時 | 7月終了時 | 8月終了時 | 8月終了時 | 9月終了時 | 9月終了時 | 最終成績 | 最終成績 |
| ---- | --------- | --------- | --------- | --------- | --------- | --------- | --------- | --------- | --------- | --------- | --------- | --------- | -------- | -------- |
| 1位  | 広島      | --        | 広島      | --        | 巨人      | --        | 巨人      | --        | 巨人      | --        | 巨人      | --        | 巨人     | --       |
| 2位  | 巨人      | 3.5       | 巨人      | 0.0       | 広島      | 2.5       | 広島      | 7.0       | 広島      | 8.0       | 広島      | 4.5       | 広島     | 9.0      |
| 3位  | ヤクルト  | 8.0       | 阪神      | 10.5      | 阪神      | 15.5      | 中日      | 14.0      | 中日      | 13.0      | 中日      | 13.0      | 中日     | 15.5     |
| 4位  | 阪神      | 8.0       | ヤクルト  | 11.5      | ヤクルト  | 15.5      | ヤクルト  | 20.0      | ヤクルト  | 24.5      | ヤクルト  | 23.0      | ヤクルト | 28.5     |
| 5位  | 中日      | 8.0       | 中日      | 12.0      | 中日      | 15.5      | 阪神      | 22.0      | 阪神      | 29.0      | 阪神      | 28.0      | 阪神     | 30.5     |
| 6位  | 大洋      | 8.5       | 大洋      | 14.0      | 大洋      | 17.0      | 大洋      | 24.0      | 大洋      | 30.5      | 大洋      | 33.5      | 大洋     | 36.5     |

| 順位 | 球団               | 勝 | 敗 | 分 | 勝率 | 差   |
| 1位  | 読売ジャイアンツ   | 84 | 44 | 2  | .656 | 優勝 |
| 2位  | 広島東洋カープ     | 73 | 51 | 6  | .589 | 9.0  |
| 3位  | 中日ドラゴンズ     | 68 | 59 | 3  | .535 | 15.5 |
| 4位  | ヤクルトスワローズ | 55 | 72 | 3  | .433 | 28.5 |
| 5位  | 阪神タイガース     | 54 | 75 | 1  | .419 | 30.5 |
| 6位  | 横浜大洋ホエールズ | 47 | 80 | 3  | .370 | 36.5 |

### 日本シリーズ
| 日付                                    | 試合   | ビジター球団（先攻） | スコア | ホーム球団（後攻） | 開催球場   |
| --------------------------------------- | ------ | -------------------- | ------ | ------------------ | ---------- |
| 10月21日（土）                          | 第1戦  | 読売ジャイアンツ     | 3 - 4  | 近鉄バファローズ   | 藤井寺球場 |
| 10月22日（日）                          | 第2戦  | 読売ジャイアンツ     | 3 - 6  | 近鉄バファローズ   | 藤井寺球場 |
| 10月23日（月）                          | 移動日 | 移動日               | 移動日 | 移動日             | 移動日     |
| 10月24日（火）                          | 第3戦  | 近鉄バファローズ     | 3 - 0  | 読売ジャイアンツ   | 東京ドーム |
| 10月25日（水）                          | 第4戦  | 近鉄バファローズ     | 0 - 5  | 読売ジャイアンツ   | 東京ドーム |
| 10月26日（木）                          | 第5戦  | 近鉄バファローズ     | 1 - 6  | 読売ジャイアンツ   | 東京ドーム |
| 10月27日（金）                          | 移動日 | 移動日               | 移動日 | 移動日             | 移動日     |
| 10月28日（土）                          | 第6戦  | 読売ジャイアンツ     | 3 - 1  | 近鉄バファローズ   | 藤井寺球場 |
| 10月29日（日）                          | 第7戦  | 読売ジャイアンツ     | 8 - 5  | 近鉄バファローズ   | 藤井寺球場 |
| 優勝：読売ジャイアンツ（8年ぶり17回目） |        |                      |        |                    |            |

## オールスターゲーム1989
- 選出選手及びスタッフ

| ポジション | 名前       | 選出回数 |
| ---------- | ---------- | -------- |
| コーチ     | 藤田元司   |          |
| 投手       | 槙原寛己   | 2        |
| 投手       | 桑田真澄   | 3        |
| 投手       | 斎藤雅樹   | 初       |
| 捕手       | 中尾孝義   | 3        |
| 二塁手     | 篠塚利夫   | 8        |
| 三野手     | 岡崎郁     | 初       |
| 外野手     | 原辰徳     | 9        |
| 外野手     | クロマティ | 2        |
| 外野手     | 井上真二   | 初       |

- 太字はファン投票による選出、取消線は出場辞退。

## 表彰選手
- 最優秀選手：ウォーレン・クロマティ（初受賞）
- 首位打者：ウォーレン・クロマティ（.378、初受賞）
- 最多安打：ウォーレン・クロマティ（166安打、初受賞）
- 最高出塁率：ウォーレン・クロマティ（.449、初受賞）
- 最優秀防御率：斎藤雅樹（1.62、初受賞）
- 最多勝利：斎藤雅樹（20勝、初受賞）
- 沢村賞：斎藤雅樹（初受賞）
- ベストナイン：

斎藤雅樹（投手、初受賞）
中尾孝義（捕手、7年ぶり2度目）
ウォーレン・クロマティ（外野手、2年ぶり3度目）
- ゴールデングラブ賞：

中尾孝義（捕手、7年ぶり2度目）
駒田徳広（一塁手、初受賞）
川相昌弘（遊撃手、初受賞）
- カムバック賞：中尾孝義

## ドラフト
| 順位 | 選手名     | ポジション | 所属         | 結果 |
| ---- | ---------- | ---------- | ------------ | ---- |
| 1位  | 大森剛     | 内野手     | 慶應義塾大学 | 入団 |
| 2位  | 川辺忠義   | 投手       | 川崎製鉄千葉 | 入団 |
| 3位  | 吉岡雄二   | 投手       | 帝京高       | 入団 |
| 4位  | 佐久間浩一 | 外野手     | 東海大学     | 入団 |
| 5位  | 鈴木望     | 内野手     | 駒澤大学     | 入団 |
| 6位  | 浅野智治   | 投手       | 岡山南高     | 入団 |